# Sphaerolobium pubescens
Sphaerolobium pubescens är en ärtväxtart som beskrevs av Roger William Butcher. Sphaerolobium pubescens ingår i släktet Sphaerolobium och familjen ärtväxter. IUCN kategoriserar arten globalt som sårbar. Inga underarter finns listade i Catalogue of Life.